# 태풍 누리 (2008년)
태풍 누리 (Typhoon Nuri)는 2008년 8월 18일부터 8월 23일까지 활동했고, 최저기압 955 hPa를 기록했던 2008년의 제12호 태풍이다. 3등급 태풍(SSHS)이다. 필리핀과 중국에 영향을 주었다. "누리"는 말레이시아에서 제출한 이름으로 새의 한 종류를 뜻한다.

## 개요
제12호 태풍 누리는 8월 18일 오전 9시에 미국 괌 서북서쪽 약 1260 km 부근 해상에서 중심기압 1000hPa, 최대풍속 18 m/s, 강풍반경 약 240 km, 강도 '약', 크기 '소형'의 태풍(열대폭풍, TS)으로 발달하였다. 8월 18일 오후 9시에 중심기압 980hPa, 최대풍속 31 m/s, 강풍반경 250 km, 강도 '중', 크기 '소형'의 태풍(강한 열대폭풍, STS)으로 발달하였고, 얼마 지나지 않아 8월 19일 오전 3시에 중심기압 975hPa, 최대풍속 33 m/s, 강풍반경 300 km, 강도 '강', 크기 '중형'의 태풍(TY)으로 급격히 발달하였다. 8월 20일 태풍 누리는 최대로 발달한 채 필리핀 북부 해상을 통과하면서 필리핀 북부 지방에 피해를 입혔다. 그 후 계속 서북서진하면서 점차 약화되었고, 8월 22일 홍콩에 상륙하였다. 육상에 진입한 태풍 누리는 태풍 발단 단계 중 2단계인 열대폭풍(TS) 등급으로 급격히 약화되었고, 다음날인 8월 23일 오전 9시에 홍콩 서북서쪽 약 220 km 부근 육상에서 열대저압부로 약화되었다.

## 영향
태풍 누리의 영향을 받은 필리핀 북부에서는 폭우가 내려 휴교령이 내려졌고 일부 산악 지역에 태풍경보가 내려지기도 하였으며, 총 7명이 사망하였다. 8월 22일 홍콩에 상륙한 태풍 누리로 인하여 홍콩 금융시장이 폐쇄되어 홍콩 증시가 하루 동안 휴장하였다. 같은 날 밤에 홍콩을 통과한 뒤 중국 광둥성에 상륙한 태풍 누리로 인하여 발생한 강한 바람이 도로의 광고판을 쓰러뜨리면서 3명이 사망하였다. 선전에서도 강한 바람으로 20명이 다치고, 공항의 거의 모든 항공편이 취소되거나 연기되는 등의 일이 발생하였다.

## 같이 보기
- 2008년 태풍